# Jan Holthoff
Jan Holthoff (* 1977 in Duisburg) ist ein zeitgenössischer deutscher Maler.

## Leben
Nach Abschluss eines Jurastudiums im Jahre 2002 an der Universität Düsseldorf promovierte Holthoff zum Dr. iur. mit einer interdisziplinären, kultursoziologisch-europarechtlichen Arbeit bei Ralph Alexander Lorz. Der Titel der Dissertation ist „Kulturraum Europa“. Zum Herausgeberkreis gehört u. a. Peter Michael Lynen, Kanzler der Kunstakademie Düsseldorf. 
Ab 2002 studierte Jan Holthoff freie Kunst an der Kunstakademie Düsseldorf, wo er zunächst bei den konzeptuellen Künstlern Gerhard Merz und Helmut Federle lernte, bevor er sich bei Herbert Brandl ausbilden ließ. 2008 schloss Holthoff sein Kunststudium mit dem Akademiebrief ab und wurde von Herbert Brandl mit dem Meisterschüler-Titel ausgezeichnet. 2011 bis 2013 unterhielt Holthoff ein Atelier in Brooklyn, New York City. 2013 wurde Holthoff mit dem Douglas Swan Kunstförderpreis ausgezeichnet. Holthoff lebt und arbeitet als freischaffender Künstler in Düsseldorf.
Jan Holthoff ist ein Enkel des ehemaligen NRW-Kultusministers Fritz Holthoff.

## Werk
Holthoffs früher Werkblock „Broken Vistas“ war, obwohl partiell abstrakt gemalt, zugleich motivisch gebunden. In den Motiven fanden sich romantische Implikationen in Form einsamer Berge oder überwucherter Häuser. Diese waren vermischt mit abstrakten Strukturen.
Jene Bildgestaltung wurde im späteren Werkblock „Frozen Gestures“ zugunsten einer rein gestischen Malerei aufgegeben. Obwohl teilweise noch Landschaftsahnungen gestaltet werden – wie durch die Anordnung von Farben, welche symbolisch für landschaftliche Strukturen stehen können – wendet sich der Maler deutlich einer selbstreferentiellen, abstrakten Malgeste zu.
Holthoff benutzt keine Bildvorlagen aus dem Internet, den Medien oder der Kunstgeschichte. Damit wendet er sich „gegen die Arbeit mit sekundären Realitäten“, um das „erlebende Subjekt in seiner eigenen Wahrnehmungs- und Erkenntnisfähigkeit“ zu stärken. Als dazu parallele Strategie versteht er seine Hinwendung zum Hochformat. Während Querformate traditionell eher für Landschaftsdarstellungen benutzt werden, sind Hochformate bevorzugt dem Porträt, der Darstellung eines Subjektes also, zugeordnet.
Holthoff kuratierte im Jahr 2021 die Gruppenausstellung "TNoA-The Nature of Abstraction", zu der im Kerber Verlag ein Ausstellungskatalog erschienen ist. 

## Ausstellungen (Auswahl)
Arbeiten von Jan Holthoff wurden u. a. an folgenden Orten ausgestellt:
- Galerie Wittenbrink, München
- August Macke Haus, Bonn
- Lehr Zeitgenössische Kunst, Köln
- fuchs projects, New York City, USA
- Ethan Pettit Contemporary, New York City, USA
- Deutsches Haus, New York City, USA
- Widmer+Theodoridis contemporary, Zürich, Schweiz
- Gilla Lörcher Contemporary Art, Berlin
- Galleria d’Arte Moderna, Palermo, Italien
- Kunstverein Arnsberg
- Museum Kunstpalast, Düsseldorf
- Stiftung Wilhelm Lehmbruck Museum, Duisburg
- Galerie Gora, Montreal
- kunst-raum schulte-goltz + noelte, Essen
- Galerie Börgmann, Krefeld
- Staatliches Museum Buca Tivat, Montenegro
- cubus kunsthalle, Duisburg
- Städtische Galerie Duisburg
- Künstlerverein Malkasten, Düsseldorf
- Galerie Schreier & von Metternich fine arts, Düsseldorf

## Auktionen
- K 21, Kunstsammlung NRW, Düsseldorf

## Öffentliche und private Sammlungen
- Sammlung Philara, Düsseldorf
- Staatliches Museum Buca-Tivat, Montenegro
- Galleria d’Arte Moderna, Palermo, Italien

## Monographien
- schreier & von metternich fine arts: Jan Holthoff – Präsentation der Abschlussarbeiten (2008), Düsseldorf
- Galerie Wittenbrink: Jan Holthoff – Riding the Snake (2009), München
- Galerie Börgmann: Jan Holthoff – Still It Shines (2010), Krefeld
- Lehr Zeitgenössische Kunst: Jan Holthoff – Broken Vistas (2011), Köln
- ethan pettit contemporary: Jan Holthoff – The Chemical Landscape (2012), Brooklyn, NY, USA
- fuchs projects: Jan Holthoff – Frozen Gestures (2013), Brooklyn, NY, USA
- Galerie Wittenbrink: Jan Holthoff - Frozen Gestures (2014), München